# Enterococcus italicus
Enterococcus italicus sind Gram-positive fakultativ anaerobe, nicht-motile Bakterien, die keine Sporen oder Pigmente ausbilden. Auf Magermilchagar führen sie zum Verklumpen des Nährmediums. Der Typstamm wurde in Piedmont aus Milchprodukten isoliert und ist nach dem Herkunftsland Italien benannt. E. italicus lässt sich zudem auch aus Rohmilch von Kühlen isolieren. Das Bakterium enthält keine bekannten Pathogenitätsinseln.  Vielmehr bildet es antimikrobiell wirkende Substanzen aus, die für die Haltbarkeit von Lebensmitteln von Interesse sind. So bildet es Bakteriocine aus, die gegen Listeria spp. wirken.